# Hiller X-18
Dimensions
Le X-18 est un avion de transport expérimental développé par la Hiller Aircraft Corporation dans les années 1950. Le but du programme X-18 est de développer et de tester en vol un ADAC/ADAV à voilure basculante.

## Conception
En 1955, l'USAF passe un contrat avec la Hiller Aircraft Corporation pour la production d'un démonstrateur technologique d'ADAC/ADAV à voilure basculante. Stanley Hiller, Jr., qui a déjà acquis une grande notoriété en concevant à l'âge de vingt ans le XH-44, un des premiers hélicoptères américains, dessine les plans de l'appareil, qui sera désigné X-18.
Afin de réduire les coûts et le temps de développement, l'appareil est constitué d'éléments empruntés à d'autres programmes expérimentaux. Le fuselage est celui d'un Chase YC-122 et les turbopropulseurs sont pris sur les prototypes d'avions à décollage et atterrissages verticaux Lockheed XFV et Convair XFY Pogo. L'appareil est doté d'hélices contrarotatives tripales de 4,80 m de diamètre et d'un turboréacteur Westinghouse J34, dont les sorties de gaz placées sur et sous la queue permettent le contrôle en tangage à basse vitesse.

## Historique du programme

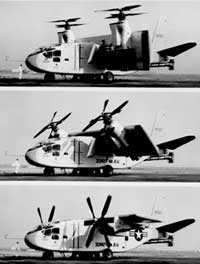
Différents clichés montrant le basculement de l'aile du X-18.

L'appareil fait son premier vol le 24 novembre 1959 depuis la base Edwards. Lors du programme d'essai les ingénieurs ont à faire face à plusieurs phénomènes :
- Lorsque la voilure du X-18 est basculée en vol, elle rend l'appareil très sensible aux rafales de vent.
- Les hélices n'étant pas liées mécaniquement, la panne d'un des moteurs signifie la perte de l'appareil.
- En vol vertical la portance est contrôlée par la puissance des moteurs. Ces derniers n'étant pas suffisamment réactifs, l'appareil est très difficile à piloter.

En juillet 1961, lors du 20e et dernier vol, le mécanisme de changement de pas d'une des hélices est endommagé lors d'une tentative de passage en vol stationnaire à 10 000 pieds et l'appareil part en vrille. L'équipage parvient néanmoins à reprendre le contrôle du X-18 et à se poser sans encombre. L'avion est interdit de vol mais le programme continue et une plateforme destinée à l'étude des décollages verticaux est construite. Les ingénieurs mènent des essais de décollages et atterrissages verticaux et de vols stationnaires récoltant ainsi de nombreuses données. Le 18 janvier 1964, le programme est abandonné et l'appareil est démoli.
Les études menées dans le cadre du programme X-18 ont permis de défricher les technologies nécessaires à la conception d'un ADAC/ADAV à voilure basculante. Les ingénieurs tirèrent de nombreuses leçons des essais du X-18. L'une d'elles est qu'il est nécessaire de lier mécaniquement les hélices, afin que dans le cas de la perte d'un moteur, les deux hélices puissent être entrainées par le moteur restant, évitant une perte de contrôle de l'appareil. Ils définirent aussi que seul un contrôle du pas des hélices permettait de faire varier suffisamment rapidement la portance pour rendre l'appareil contrôlable.
Ces principes furent plus tard appliqués avec succès sur d'autres ADAC/ADAV de transport pour aboutir bien des années plus tard au premier convertible opérationnel, le V-22 Osprey.